# Invasão alemã da Dinamarca (1940)
A Invasão Alemã da Dinamarca (em alemão:  Operation Weserübung – Süd), foi o ataque alemão à Dinamarca em 9 de abril de 1940, durante a Segunda Guerra Mundial. O ataque foi um prelúdio à invasão da Noruega (em alemão:  Weserübung Nord de 9 de abril – 10 de junho de 1940).
A importância estratégica da Dinamarca para a Alemanha era limitada. O objetivo principal da invasão era usar a Dinamarca como palco para operações contra a Noruega e garantir linhas de abastecimento para as forças prestes a serem enviadas para lá. Uma extensa rede de sistemas de radar foi construída na Dinamarca para detectar bombardeiros britânicos com destino à Alemanha.
O ataque à Dinamarca foi uma violação do pacto de não agressão que a Dinamarca tinha assinado com a Alemanha menos de um ano antes. O plano inicial era pressionar a Dinamarca a aceitar que as forças terrestres, navais e aéreas alemãs pudessem usar bases dinamarquesas, mas Adolf Hitler posteriormente exigiu que tanto a Noruega como a Dinamarca fossem invadidas.
As forças militares da Dinamarca eram inferiores em número e equipamento e, após uma curta batalha, foram forçadas a render-se. Após menos de duas horas de luta, o primeiro-ministro dinamarquês Thorvald Stauning pôs fim à oposição ao ataque alemão, por medo de que os alemães bombardeassem Copenhaga (København), tal como tinham feito com Varsóvia durante a invasão da Polônia em setembro de 1939. Devido a dificuldades de comunicação, algumas forças dinamarquesas continuaram a lutar, mas depois de mais duas horas, toda a oposição parou.
Com duração aproximada de seis horas, a campanha terrestre alemã contra a Dinamarca foi uma das operações militares mais curtas da Segunda Guerra Mundial. 

## Prelúdio
O ataque à Dinamarca fez parte da Operação Weserübung – Süd, o plano da Alemanha para a invasão da Noruega. Seu principal objetivo era garantir o minério de ferro enviado de Narvik. Para capturar a Noruega, os alemães tiveram que controlar o porto fora de Aalborg (Ålborg), no norte da Jutlândia (Jylland).  O alto comando da Kriegsmarine aprovou a ocupação da Dinamarca para estender a rede de defesa marítima alemã para o norte, tornando mais difícil para os navios britânicos flanqueá-la pelo norte ao atacar navios no Atlântico.  Os fiordes da Noruega também forneceram excelentes bases para submarinos alemães no Atlântico Norte. Os alemães apresentaram a invasão como um ato de proteção contra um suposto ataque iminente do Reino Unido. 

## Plano de ataque alemão

Mapa mostrando os planos alemães

O Alto Comando Alemão planejou um ataque combinado à Dinamarca para invadir o país o mais rapidamente possível. Incluiu um ataque aéreo aos aeródromos de Aalborg (Ålborg), um desembarque surpresa de infantaria de auxiliares navais em Copenhague (København) e um ataque terrestre simultâneo na península da Jutlândia (Jylland).  Em 4 de abril, o almirante Wilhelm Canaris, chefe da Abwehr e envolvido na resistência alemã ao nazismo, alertou os dinamarqueses sobre uma invasão iminente. 

## Escaramuças
Embora o Exército Real Dinamarquês tenha sido avisado do ataque, foi-lhe negada permissão para implantar ou preparar posições defensivas, uma vez que o governo dinamarquês não queria dar aos alemães qualquer provocação pelas suas ações. Apenas unidades pequenas e dispersas da guarda de fronteira e elementos da divisão da Jutlândia (Jylland) estavam disponíveis para enfrentar a invasão terrestre. Acreditando que o ataque era iminente, as tropas foram colocadas em alerta total às 13h30 do dia 8 de abril. 

### Lutando na Jutlândia
A fronteira dinamarquesa foi violada em Sæd, Rens, Padborg e Krusaa (Kruså) às 04h15 do dia 9. Com a Kriegsmarine desembarcando simultaneamente tropas em Lillebælt, as tropas dinamarquesas na fronteira foram isoladas no início dos combates. O alarme soou às 04h17 e as primeiras tropas dinamarquesas foram enviadas às 04h35. 

#### Flanco oriental

##### Lundtoftbjerg
O primeiro confronto entre o Exército Dinamarquês e as forças invasoras ocorreu em Lundtoftbjerg, onde um pelotão antitanque dinamarquês armado com dois canhões de 20 mm e uma metralhadora leve assumiram posições cobrindo a estrada. Uma coluna alemã apareceu às 04h50, e os canhões de 20 mm abriram fogo contra os carros blindados enquanto a metralhadora apontava para os motociclistas.  Um incêndio começou num celeiro próximo, enchendo o ar de fumaça e dificultando o avanço alemão. Eventualmente, o pelotão antitanque foi forçado a retirar-se para Aabenraa (Åbenrå). Cerca de 1,5 km ao norte, um pelotão de bicicletas preparou a defesa de uma ponte ferroviária, mas o fogo dos carros blindados e dos aviões de combate os forçou a recuar, e um terço deles foi capturado.  Os alemães perderam dois carros blindados e três motocicletas, enquanto os dinamarqueses sofreram um morto e um ferido.
Outra coluna alemã alcançou Hokkerup alguns quilômetros a leste de Lundtoftbjerg às 05h30. Encontraram um bloqueio na estrada feito com equipamento agrícola, montado apenas 20 minutos antes por 34 soldados dinamarqueses.  Os dinamarqueses derrubaram os três principais carros blindados, forçando-os a recuar. Os alemães montaram um canhão de 37 mm a 300 metros de distância, mas ele conseguiu disparar apenas um tiro antes de ser nocauteado por dois tiros de um canhão de 20 mm.  Seguiu-se um combate corpo a corpo no qual um dinamarquês foi morto e três feridos, um deles fatalmente.  Com apoio aéreo, os cerca de 100 alemães conseguiram cercar e capturar a unidade dinamarquesa às 06h15.

##### Bjergskov

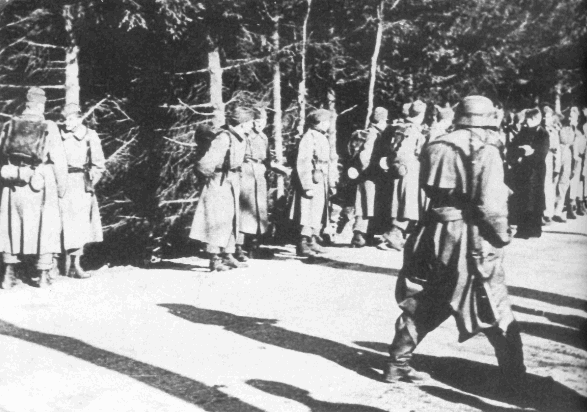
Prisioneiros de guerra dinamarqueses em Bjergskov

7km ao norte de Lundtoftbjerg, um pelotão de motocicletas e dois pelotões de bicicletas chegaram a Bjergskov por volta das 05h00. Sob o comando do tenente-coronel S.E. Clausen, as tropas de motocicletas bloquearam a estrada com dois canhões de 20 mm enquanto os pelotões restantes se espalhavam pela floresta. Uma coluna alemã chegou às 06h30. Seus tanques afastaram o bloqueio e abriram fogo. Uma arma respondeu ao fogo até que um tanque passou por cima dela. O artilheiro tentou correr para se proteger na floresta, mas foi morto quando um avião alemão metralhou a estrada. A segunda arma falhou. Os dinamarqueses tentaram escapar em motocicletas mas os alemães os cercaram com veículos blindados e os capturaram. Outros quatro soldados dinamarqueses ficaram feridos, enquanto um carro blindado alemão foi danificado.

#### Impulso central

##### Bredevad
Num encontro entre forças dinamarquesas e alemãs em Bredevad, 10km ao norte da fronteira, uma vanguarda alemã de quatro carros blindados aproximou-se da aldeia. Os dinamarqueses chegaram às 6h30 e, sem tempo para bloquear a estrada, esconderam-se num jardim.  Uma metralhadora e um canhão de 20 mm, tripulados por um pelotão e meio, dispararam tiros de advertência. Quando os alemães ignoraram isso, os dinamarqueses abriram fogo a 300 metros de distância, derrubando o carro blindado líder e matando seu motorista. Seguiu-se uma breve escaramuça. Os dinamarqueses derrubaram mais três carros blindados alemães e sofreram quatro baixas. Às 07h15, uma coluna motorizada alemã de reforço chegou de Tinglev, isolando os dinamarqueses e forçando-os a se render. Dois dinamarqueses foram mortos e cinco ficaram feridos. 

##### Rabsted
Um pelotão de ciclistas de Korskro chegou a Rabsted às 6h45. Enquanto esperavam, eles conseguiram capturar dois despachantes alemães. Ao saberem deles que Bredevad havia sido tomado, eles recuaram para o nordeste por estradas secundárias. 

##### Aabenraa (Åbenrå)

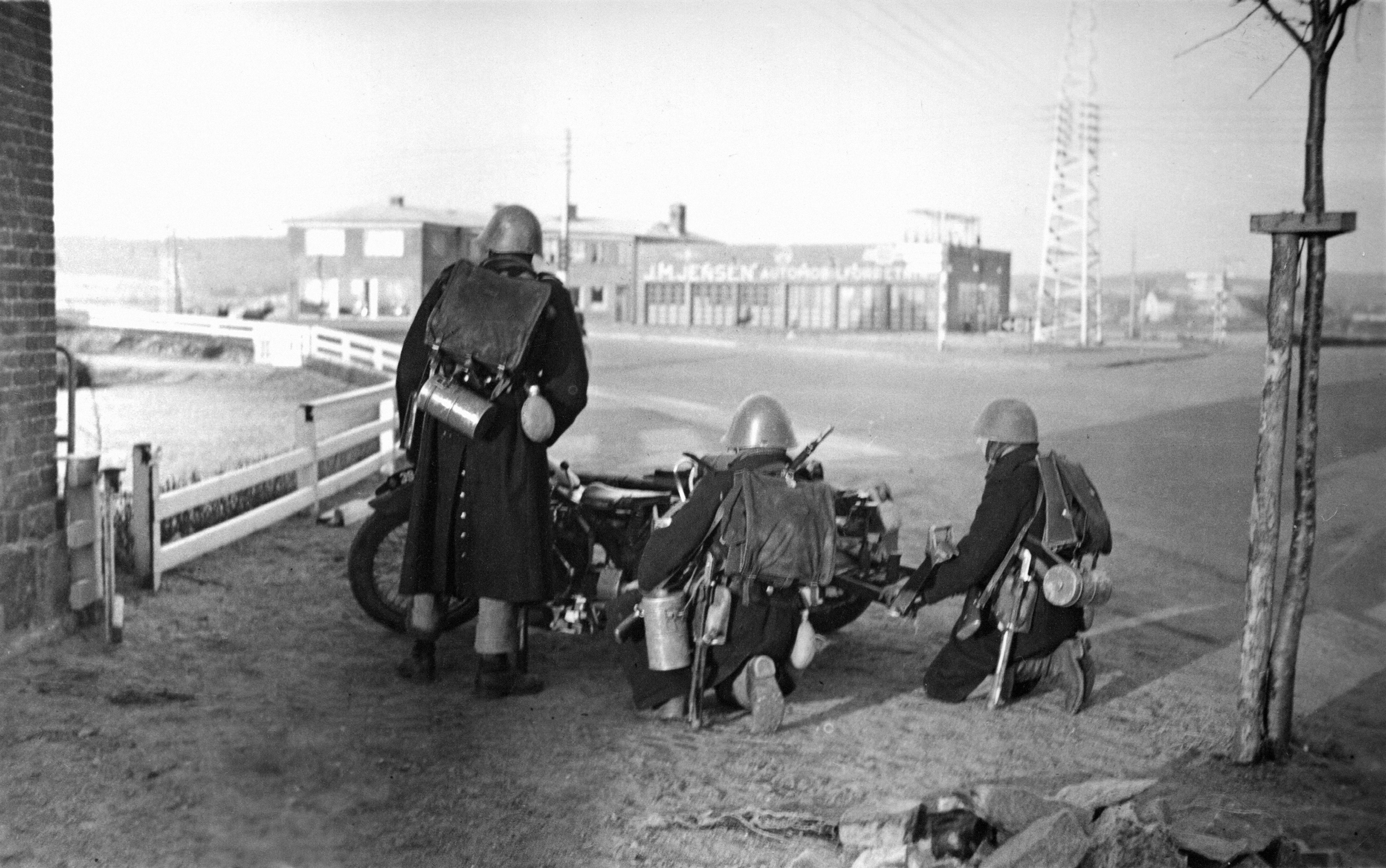
Soldados dinamarqueses com um canhão antitanque Madsen 20 mm em Aabenraa (Åbenrå)

Enquanto as forças dinamarquesas no acampamento militar de Søgaard (Søgård) se preparavam para recuar para o norte, para Vejle, onde a força principal da Divisão da Jutlândia (Jylland) estava se preparando para a batalha, uma curta escaramuça ocorreu em Aabenraa (Åbenrå) enquanto o pelotão antitanque de Lundtoftbjerg atacou cerca de 15 veículos alemães em perseguição.  Depois de desativar um tanque alemão, a retaguarda recuou para Knivsberg. Eles se encontraram com um pelotão de bicicletas de Stubbæk Skov, que sofreu um morto e três feridos por aeronaves alemãs.  O CO dinamarquês ordenou-lhes que fossem para o norte de Haderslev.

##### Haderslev
Haderslev tinha uma guarnição de 225 homens da Divisão Jutland (Jylland) sob o comando do Coronel A. Hartz, que defendia tanto o quartel da cidade quanto a estrada que levava a ele. As tropas na cidade se mobilizaram às 07h00 ao ouvir instruções transmitidas pelas vans com alto-falantes da polícia.  Apoiados por unidades em retirada, aproximadamente 400 dinamarqueses defenderam a cidade. Foram montados três bloqueios de estradas: um com vagões de despejo e outros dois com madeira sobressalente. 
Por volta das 07h50, na periferia sul de Haderslev, um canhão antitanque dinamarquês de 37 mm com uma tripulação de cinco pessoas atacou a blindagem que se aproximava..  Dois tanques alemães alinharam-se adjacentes um ao outro e abriram fogo. Os dinamarqueses acertaram todos os três tiros - um deles no rastro de um tanque - mas dois tripulantes foram mortos e o restante ferido. Um tanque então passou por cima da arma. Na curva da Rua Sønderbro, dois canhões de 20 mm e uma metralhadora resistiram ao bloqueio dos vagões. Os alemães lançaram fogo pesado. Um soldado dinamarquês foi morto e dois ficaram feridos, mas os alemães foram efetivamente imobilizados.  Os combates continuaram durante dez minutos até que a ordem de rendição foi recebida de Copenhague (København) por telefone. Os alemães foram então autorizados a prosseguir para Haderslev, mas a guarnição dinamarquesa ali estacionada não recebeu a ordem de rendição e disparou contra eles. Dois tanques alemães e uma motocicleta seguiram desavisados em direção ao quartel, defendido pela unidade antitanque de Lundtoftbjerg.  Eles abriram fogo, matando o motociclista e explodindo os rastros de um tanque, fazendo-o bater em uma casa. No entanto, a guarnição dinamarquesa capitulou às 08h15, quando a ordem de rendição finalmente foi emitida.  Um soldado dinamarquês foi morto enquanto defendia o quartel,  e três civis foram mortos no fogo cruzado. 

#### Flanco ocidental

##### Abild e Sølsted
Os primeiros combates na Jutlândia Ocidental (Jylland) ocorreram contra a guarnição de Tønder, que foi despachada para Abild e Sølsted. Em Abild, uma tripulação dinamarquesa de canhão de 20 mm derrubou dois carros blindados alemães do 11º Regimento Motorizado Alemão antes de recuar. Em Sølsted, uma unidade antitanque dinamarquesa composta por menos de 50 homens estabeleceu uma posição defensiva com um canhão de 20 mm numa estrada. Quando uma força do 11º Regimento Motorizado Alemão se aproximou, os dinamarqueses abriram fogo assim que o primeiro carro blindado alemão chegou ao alcance. O primeiro veículo foi nocauteado e acabou em uma vala, enquanto o seguinte continuou avançando, mas recuou após ser atingido. Foi atingido várias vezes, mas foi capaz de revidar. A infantaria alemã tentou duas vezes flanquear as posições dinamarquesas, mas ambas as tentativas foram recebidas com fogo pesado e ficaram atolados. Vendo que seu ataque estava falhando, o comandante do regimento alemão pediu apoio pelo rádio e três aeronaves alemãs Henschel Hs 126 logo apareceram. Eles bombardearam e metralharam a força dinamarquesa até que o comandante dinamarquês ordenou que suas tropas voltassem para Bredebo. Apesar disso, nenhuma vítima dinamarquesa foi relatada.  Quando os homens da guarnição de Tønder chegaram a Bredebro, a ordem de capitulação foi emitida e a luta terminou.

### Desembarques aéreos
Aproximadamente às 05h00, ocorreu o primeiro ataque de paraquedistas da história. 96 Fallschirmjäger saltou de nove aeronaves de transporte Junkers Ju 52 para proteger a Ponte Storstrøm, ligando a ilha de Falster com Zealand (Sjælland) e a fortaleza costeira na ilha de Masnedø. As tropas de elite alemãs esperavam combates intensos em torno da fortaleza, mas para sua surpresa, apenas dois soldados rasos e um oficial foram encontrados lá dentro.  O desembarque abriu caminho para um batalhão do 198.ª Divisão de Infantaria avançará sobre Copenhague (København) por terra. 
Duas horas depois, um pelotão de paraquedistas do 4º batalhão do Regimento Fallschirmjäger I pousou em Aalborg (Ålborg), a principal cidade do norte da Jutlândia (Jylland), para proteger o alvo principal do Weserübung Süd : o campo de aviação de Aalborg (Ålborg),  para ser usado como trampolim para a invasão da Noruega. Os Fallschirmjäger não encontraram resistência e, em menos de uma hora, aviões alemães pousaram ali em grande número. Mais de 200 pousos e decolagens foram registrados no primeiro dia, a maioria deles transportando tropas e combustível para o aeroporto de Fornebu, na Noruega. 
Em Esbjerg, um canhão antiaéreo de 75 mm danificou uma aeronave alemã. 

### Desembarques navais

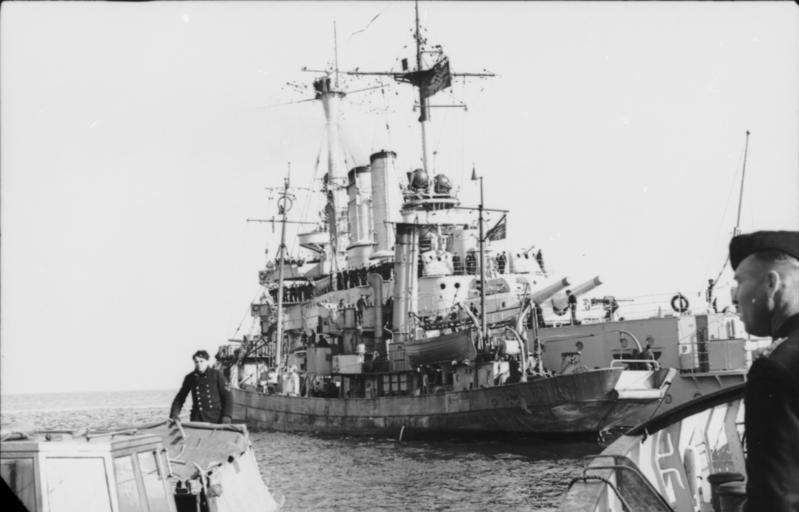
O encouraçado alemão Schleswig-Holstein em Korsør

A fim de capturar as conexões entre a Jutlândia (Jylland) e a Zelândia (Sjælland), a Kriegsmarine desembarcou mais tropas da 198ª Divisão de Infantaria em Funen (Fyn). 
Ao mesmo tempo, tropas apoiadas pelo encouraçado Schleswig-Holstein desembarcaram em Korsør e Nyborg, cortando as ligações entre Funen (Fyn) e Zelândia (Sjælland). Não encontrando resistência, as tropas em Korsør chegaram a Copenhague (København) ao meio-dia. 
Pouco antes, às 03h55, os alemães fizeram um ataque surpresa a Gedser, a cidade mais ao sul da Dinamarca. Eles utilizaram a balsa local de Warnemünde, que lotaram com tropas. Os soldados invadiram o interior e cortaram as linhas telefônicas. Seguiram-se blindados e motocicletas, que avançaram rapidamente e capturaram a ponte Storstrøm junto com os pára-quedistas. 

### Captura de Copenhague (København)
Para garantir a rápida rendição da Dinamarca, a captura da capital foi considerada essencial. Às 04h20  o lança-minas de 2.430 toneladas Hansestadt Danzig, com uma escolta do quebra-gelo Stettin e dois barcos de patrulha, entrou no porto de Copenhague (København) com bandeiras de batalha hasteadas. O porto foi coberto pelos canhões de artilharia costeira do Forte Middelgrund. O recém nomeado comandante dinamarquês ordenou o disparo de um tiro de advertência, mas os recrutas recém-chegados não conseguiram operar a arma.  Depois de desembarcar um batalhão da 198ª Infantaria às 05h18, as forças alemãs capturaram a guarnição de 70 homens de Kastellet, quartel-general do Exército Dinamarquês, sem um único tiro. O próximo alvo foi o Palácio de Amalienborg, residência da família real dinamarquesa. 

#### Amalienborg e capitulação

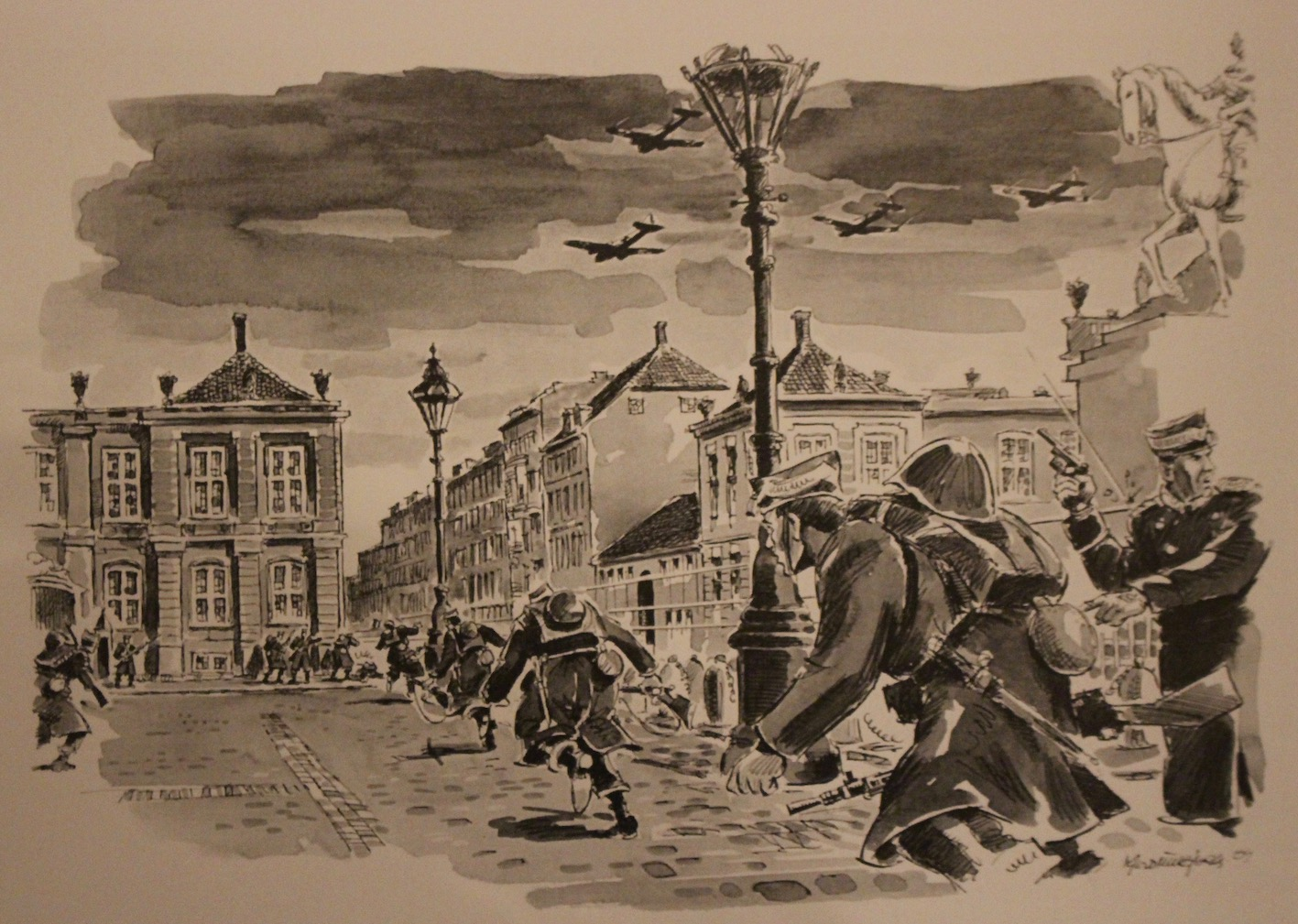
Representação ilustrativa dos reforços do Quartel Rosenborg entrando no conflito

Após a sua chegada a Amalienborg, a infantaria alemã encontrou forte resistência da companhia de serviço da Guarda Real do Rei. O ataque inicial foi repelido, resultando em três guardas feridos e quatro alemães feridos. A situação agravou-se rapidamente à medida que reforços dinamarqueses chegavam rapidamente do quartel de Rosenborg, trazendo consigo múltiplas metralhadoras Madsen. Os combates de rua subsequentes em torno de Amalienborg foram intensos, com confrontos particularmente ferozes em Bredgade, que acabaram por parar completamente o avanço alemão.
A resistência obstinada da Guarda Real deu ao rei Cristiano X e aos seus ministros tempo para conferenciar com o comandante-chefe dinamarquês, general Prior.  Durante as discussões, várias formações de bombardeiros Heinkel He 111 e Dornier Do 17 do Kampfgeschwader 4 rugiram sobre a cidade lançando  folhetos. Confrontados com a ameaça explícita de a Luftwaffe bombardear a população civil de Copenhaga, todos, excepto o General Prior, eram a favor da rendição. O argumento a favor da rendição era que a posição militar da Dinamarca era insustentável. As suas terras e população eram demasiado pequenas para resistir à Alemanha por qualquer período prolongado, e o seu terreno plano seria facilmente invadido pelos panzers alemães. (A Jutlândia (Jylland), por exemplo, estava aberta a um ataque panzer de Schleswig-Holstein ao sul). Ao contrário da Noruega, a Dinamarca não tinha cadeias de montanhas onde uma resistência prolongada pudesse ser montada.  Por outro lado, a Dinamarca tinha obstáculos de água significativos entre os panzers e a capital, Copenhaga (København), uma longa costa e uma marinha significativa que poderia esperar ajuda da Grã-Bretanha e da França. Uma terceira opção, o governo ir para o exílio como o governo checoslovaco tinha feito, não foi escolhida, em parte porque o rei e o príncipe herdeiro se recusaram profundamente a deixar a princesa herdeira para trás, pois ela estava no nono mês de gravidez e, portanto, imóvel. O governo dinamarquês ordenou um cessar-fogo às 06h00 e capitulou formalmente às 08h34  em troca da manutenção da independência política em assuntos internos.
A decisão de retirar e desarmar a Guarda Real causou grande frustração entre os Guardas, que acreditavam firmemente que poderiam expulsar com sucesso os alemães da capital. Esta frustração transformou-se num alvoroço, durante o qual os Guardas tentaram rearmar-se para lançar um ataque direto a Kastellet, onde os alemães tinham posicionado o seu quartel-general temporário. No entanto, os oficiais argumentaram que mesmo que os guardas conseguissem expulsar as tropas alemãs iniciais, forças mais esmagadoras chegariam inevitavelmente logo depois. Como resultado destas discussões, os Guardas acabaram por abandonar os seus esforços para resistir aos alemães. 

### Destino dos serviços aéreos dinamarqueses

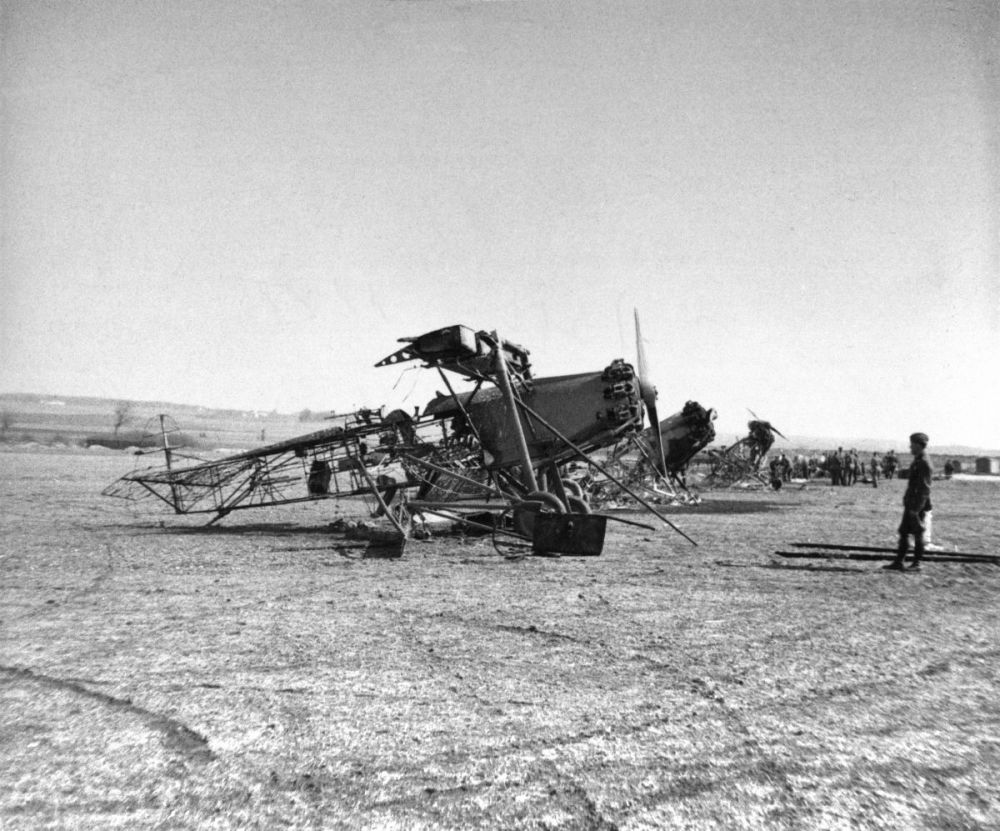
Fokker C.V dinamarqueses destruídos em Værløse

Todos os quatro esquadrões do Serviço Aéreo do Exército Dinamarquês estavam estacionados em Værløse, perto de Copenhague (København). Em antecipação à invasão alemã, eles se prepararam para se dispersar para campos de aviação em todo o país, mas isso não foi conseguido até às 05h25, quando aeronaves da Luftwaffe apareceram sobre a base aérea.  Quando a aeronave alemã chegou a Værløse, uma aeronave de reconhecimento Fokker C.V-E estava decolando,  mas foi abatida por um Messerschmitt Bf 110 pilotado por Hauptmann Wolfgang Falck a uma altitude de 50 metros (200'). Ambos os membros da tripulação foram mortos.   Os Bf 110 alemães então metralharam a base sob forte fogo antiaéreo. Eles destruíram 11 aeronaves e danificaram gravemente outras 14 enquanto taxiavam para a decolagem, destruindo a maior parte do Serviço Aéreo do Exército Dinamarquês em uma única ação. O Serviço Aéreo da Marinha Dinamarquesa permaneceu em suas bases e escapou dos danos.

### 1ª companhia do 11º batalhão
Embora a maior parte do exército dinamarquês tenha seguido a ordem de rendição, uma unidade recusou. Coronel Helge Bennike, comandante do 4º Regimento em Roskilde, acreditava que a ordem de rendição havia sido imposta ao governo pelos alemães e que a Suécia também havia sido atacada. Bennike e sua unidade embarcaram na balsa em Elsinore para a Suécia e foram para o exílio. Quando o mal-entendido foi posteriormente esclarecido, a maioria dos soldados dinamarqueses permaneceu na Suécia e formaria o núcleo da Brigada Dinamarquesa na Suécia em 1943. 

### Vítimas

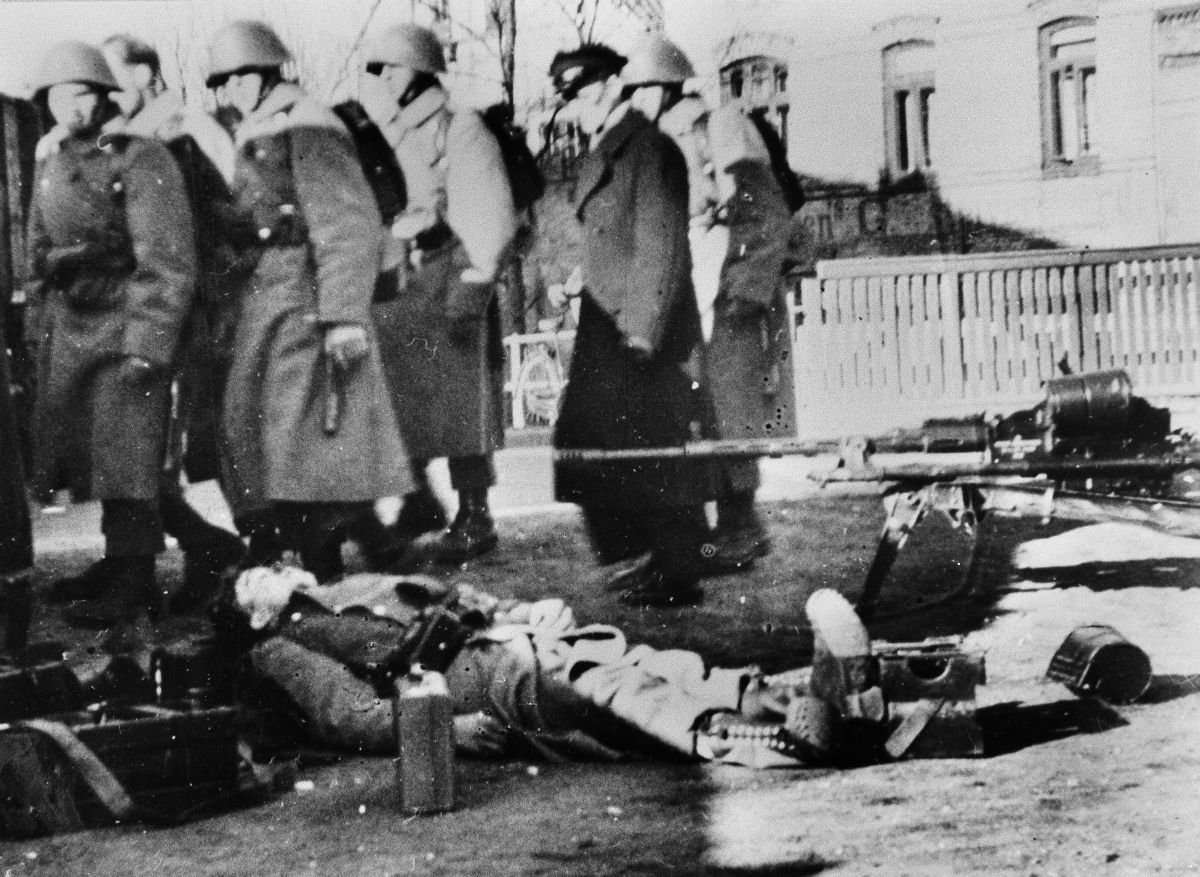
Um soldado dinamarquês morre num bloqueio de estrada em Haderslev.

Para fins de propaganda, o Alto Comando Alemão tentou apresentar a invasão da Dinamarca como pacífica, pelo que se acreditaria que a Dinamarca não lhe ofereceu qualquer resistência. 
Na sua primeira monografia, o autor Kay Søren Nielsen afirma que nos arquivos do fabricante de armas dinamarquês DISA (Sindicato Industrial Dinamarquês), 203 soldados alemães foram alegadamente mortos na Jutlândia (Jylland). O relatório foi elaborado em cooperação com o Waffenamt alemão, o que lhe confere peso.  Este número também é apoiado por depoimentos de veteranos e testemunhas oculares, incluindo o veterano Frode Jensen, que após o término da batalha, foi informado pelos alemães que haviam perdido 18 homens, enquanto sua unidade sofreu apenas 2 baixas.
Porém, o número é considerado um exagero por muitos historiadores.  
Em 2015, o Journal of Military History, Krigshistorisk Tidsskrift, publicou um artigo para o Royal Danish Defense College (RDDC), no qual o correspondente militar tenente-coronel Jürgensen HJ (aposentado) resumiu pontos-chave da invasão alemã. Ele argumentou que as perdas alemãs reais foram de 2 a 3 mortos e 25 a 30 feridos, e que os militares dinamarqueses sofreram 16 mortos e 20 feridos confirmados. As baixas entre a resistência civil não são certas, mas são dadas como 10 mortos e 3 feridos. 
O historiador militar David T. Zabecki observa em "Germany at War: 400 Years of Military History" que a Dinamarca sofreu 49 baixas (26 mortos e 23 feridos) e que 20 soldados alemães foram mortos ou feridos. 
Além das vítimas na frente, algumas aeronaves foram abatidas ou caíram, um rebocador afundou após uma colisão com um navio alemão no Grande Cinturão e o encouraçado alemão Schleswig-Holstein foi temporariamente encalhado a oeste de Agersø. 

## Ordem de Batalha
Ordens de Batalha tanto para o Exército Real Dinamarquês quanto para o Exército Alemão.

### Exército Real Dinamarquês
| Exército Real Dinamarquês |
| --- |
| - Quartel sob o Tenente-general William Wain Prior em Copenhage - 1ª Divisão de Infantaria (Zelândia) - Quartel - Copenhagen - Guarda Real - Quartel - Copenhagen - 1º Batalhão - 2º Batalhão - 3º Batalhão - 1º Regimento de Infantaria - Quartel - Copenhagen - 1º Batalhão - 15º Batalhão - 21º Batalhão - 24º Batalhão - 4º Regimento de Infantaria - Quartel - Roskilde - 8º Batalhão - Holbæk - 11º Batalhão - Roskilde - 17º Batalhão - Præstø - 28º Batalhão - Roskilde - Companhia de Artilharia de Infantaria - Roskilde - 5º Regimento de Infantaria - Quartel - Vordingborg - 7º Batalhão - 14º Batalhão - Slagelse - 19º Batalhão - 25º Batalhão - Regimento de Hussardos da Guarda - Quartel - Copenhagen - 1º Batalhão - 2º Batalhão - 3º Batalhão - 1º Regimento de Artilharia Motorizada - Quartel - Avedørelejren - 1º Batalhão de Campo - 2º Batalhão de Campo Pesado - 6º Batalhão de Campo Pesado - 2º Regimento de Artilharia Motorizada - Quartel - Holbæk - 4º Batalhão de Campo - 5º Batalhão de Campo - 11º Batalhão de Campo - 12º Batalhão de Campo - 13º Batalhão de Artilharia Antiaérea - Copenhague - 1º Batalhão de Engenheiros - Copenhague - 2ª Divisão de Infantaria (Jutlândia) - Quartel - Viborg - 2º Regimento de Infantaria - Quartel - Sønderborg - 3º Batalhão - Sønderborg - 13º Batalhão - Haderslev - 18º Batalhão - Sønderborg - 22º Batalhão - Haderslev - Companhia de Artilharia de Infantaria - Haderslev - 3º Regimento de Infantaria - Quartel - Viborg - 6º Batalhão - 9º Batalhão - 20º Batalhão - 23º Batalhão - 6º Regimento de Infantaria - Quartel - Odense - 4º Batalhão de Infantaria de Bicicleta - Søgaard - 5º Batalhão - 16º Batalhão - 26º Batalhão - 7º Regimento de Infantaria - Sede - Frederica - 2º Batalhão - Tønder - 10º Batalhão - Frederica - 12º Batalhão - Sønderborg - 27º Batalhão - Frederica - Regimento de Dragões da Jutlândia - Quartel - Randers - 1º Esquadrão de Cavalaria - Randers - 2º Esquadrão de Cavalaria - Randers - Esquadrão de Reconhecimento Blindado - Aarhus - 1º Esquadrão de Reconhecimento de Bicicletas - Aarhus - 2º Esquadrão de Reconhecimento de Bicicletas - Aarhus - 3º Esquadrão de Reconhecimento de Bicicletas - Aarhus - 3º Regimento de Artilharia de Campanha - Quartel - Aarhus - 3º Batalhão de Campo - 7º Batalhão de Campo Pesado - 8º Batalhão de Campo - 9º Batalhão de Campo - 14º Batalhão Antiaéreo - Regimento de Engenheiros Jydske - Comando Pioneiro de Infantaria - Quartel-general - 1º Batalhão de Engenheiros Pioneiros - 2º Batalhão de Engenheiros Pioneiros - Tropas de Aviação do Exército - Grupo da Zelândia - Quartel - Værløse - 1º Esquadrão Interceptador de Caças - 3º Esquadrão de Reconhecimento - Grupo da Jutlândia - Quartel - Værløse - 2º Esquadrão de Transporte-Bombardeiro - 5º Esquadrão de Reconhecimento - Grupo de Base de Fornecimento de Værløse - Base de treinamento de Værløse - Regimento de Defesa Aérea - Regimento de Engenheiros - Força de Defesa de Bornholm - Regimento de Sinalização - Tropas de serviço |

### Heer
| Exército Alemão |
| --- |
| - Quartel sob o Comando do XXXI Corpo da Dinamarca - 170.ª Divisão de Infantaria - 391º Regimento de Infantaria - Companhia Sede - 1º Batalhão - 2º Batalhão - 3º Batalhão - 399º Regimento de Infantaria - Companhia Sede - 1º Batalhão - 2º Batalhão - 3º Batalhão - 2º Batalhão, 602º Batalhão de Transporte - 401º Regimento de Infantaria - Companhia Sede - 1º Batalhão - 2º Batalhão - 240º Regimento de Artilharia de Campanha - Bateria da Sede - 1º Batalhão - 2º Batalhão - 3º Batalhão - Quartel General da 170ª Brigada - 240ª Bateria de Artilharia Antitanque - 240º Esquadrão de Reconhecimento de Bicicletas - 240º Batalhão de Engenheiros - 240º Batalhão de Sinalização - 240º Trem Divisional - 198.ª Divisão de Infantaria - 305º Regimento de Infantaria - Companhia Sede - 1º Batalhão - 2º Batalhão - 3º Batalhão - 308º Regimento de Infantaria - Companhia Sede - 1º Batalhão - 2º Batalhão - 3º Batalhão - 326º Regimento de Infantaria - Companhia Sede - 1º Batalhão - 2º Batalhão - 235º Regimento de Artilharia - Quartel General do Batalhão - 1º Batalhão - 2º Batalhão - 3º Batalhão - Quartel General da 198ª Brigada - 235ª Bateria de Artilharia Antitanque - 235º Esquadrão de Reconhecimento de Bicicletas - 235º Batalhão de Engenheiros - 235º Batalhão de Sinalização - 235º Trem Divisional - 11ª Brigada Motorizada - Quartel General da 11ª Brigada - 110º Regimento de Infantaria - Quartel general - 1º Batalhão - 2º Batalhão - 110ª Companhia de Motocicletas - 110º Destacamento de Transporte - 111º Regimento de Infantaria - Quartel general - 1º Batalhão - 2º Batalhão - 111ª Companhia de Motos - 111º Destacamento de Transporte - 3º Batalhão, 677º Regimento de Artilharia - 40º Destacamento Blindado - Unidades do Corpo de Controle Direto - 4º Batalhão de Metralhadoras - 13º Batalhão de Metralhadoras - 14º Batalhão de Metralhadoras - 6º Regimento de Infantaria SS - 2x Esquadrões - 23º Batalhão Panzer - 2x Esquadrões - 24º Batalhão Panzer - 2x Esquadrões - 25º Batalhão Panzer - 2ª Bateria, 729º Batalhão de Artilharia - 3ª Bateria, 729º Batalhão de Artilharia - 431º Batalhão do Corpo de Sinalização - 431º Batalhão do Corpo de Abastecimento - 431º Pelotão de Motoboys - 431º Pelotão de Postos de Campo - 431º Pelotão da Polícia Militar - 431º Pelotão de Administração de Rações - 24ª Companhia de Engenharia de Construção Ferroviária - 634º Hospital de Campanha - 2ª Companhia, 615ª Ambulância de Campo - 676º Regimento de Comando do Governo Militar - 436º Regimento de Comando do Governo Militar - 633º Regimento de Comando do Governo Militar - 716º Regimento de Comando do Governo Militar - Regimento Gruft da Luftwaffe - Quartel general - 2º Esquadrão de Reconhecimento Pesado, 10º Regimento de Reconhecimento - 1º Batalhão Antiaéreo Misto, Grupo Gruft - 1º Batalhão Antiaéreo Misto, 8º Regimento - 2º Batalhão Misto Antiaéreo, 19º Regimento - Batalhão do Destacamento de Infantaria Kluge |

## Consequências e legado
Os dinamarqueses capitularam em seis horas, resultando numa ocupação excepcionalmente branda, já que os alemães se contentaram em deixar que os dinamarqueses arianos cuidassem dos seus próprios assuntos. Os soldados dinamarqueses foram desarmados naquela tarde e os capturados foram autorizados a regressar às suas unidades.  No dia seguinte, a ilha de Bornholm foi ocupada sem incidentes.  O Exército Real Dinamarquês foi severamente reduzido após a invasão, com apenas uma unidade "Guarda-Vida" de 3.300 homens autorizada a permanecer.  Muitos navios mercantes dinamarqueses foram apanhados no estrangeiro após a invasão repentina e rápida. Aproximadamente 240 desses navios foram incorporados à marinha mercante aliada, enquanto os navios ainda nos portos dinamarqueses serviam aos alemães no transporte de minério de ferro.  Um punhado de soldados e pilotos dinamarqueses escaparam para o Reino Unido diretamente de avião ou através da Suécia neutra. Aqueles que escaparam serviram na RAF ou na SOE. 
Após a alegada ocupação pacífica da Dinamarca, as opiniões dos Aliados sobre a Dinamarca eram desdenhosas. Foi alegado que um comentarista de boxe disse "sem lutar - como um dinamarquês" sobre um nocaute no primeiro assalto.  Desde então, os dinamarqueses adotaram o ditado "Aldrig mere 9 April" (trad. Nunca mais um 9 de abril). 